# Mattoor
Mattoor es una ciudad censal situada en el distrito de Ernakulam en el estado de Kerala (India). Su población es de 18890 habitantes (2011). Se encuentra a 35 km de Cochín y a 51 km de Thrissur.

## Demografía
Según el censo de 2011 la población de Mattoor era de 18890 habitantes, de los cuales 9322 eran hombres y 9568 eran mujeres. Mattoor tiene una tasa media de alfabetización del 94,41%, superior a la media estatal del 94%: la alfabetización masculina es del 96,70%, y la alfabetización femenina del 92,19%.